# 斯特林·海因兹
斯特林·海因兹（英語：Sterling Hinds，1961年10月31日—），加拿大男子田径运动员，主攻短跑。他曾代表加拿大参加1984年夏季奥林匹克运动会田径比赛，获得男子4×100米接力铜牌。